# Зиньковский, Антон Алексеевич
Анто́н Алексе́евич Зинько́вский (род. 14 апреля 1996, Новороссийск, Краснодарский край) — российский футболист, атакующий полузащитник московского «Спартака», выступающий на правах аренды за «Сочи».

## Клубная карьера

### Ранние годы
Начал заниматься футболом в 2003 году в возрасте семи лет в академии новороссийского «Черноморца». В 12 лет проходил просмотры в академиях «Краснодара» и ЦСКА, где его «забраковали», а в московском «Спартаке» даже не стали просматривать из-за низкого роста. После чего поехал в школу «Чертаново», где его без проблем взяли и он провёл в ней пять лет. Там он не был стопроцентным игроком старта, был средним футболистом. 26 мая 2012 года помог «Чертаново» впервые в своей истории выиграть первенство России среди футбольных школ. Так как Зиньковский хотел играть ближе к дому, а самостоятельной команды «Чертаново» тогда не существовало, он после выпуска из школы летом 2013 года решил перейти в «Кубань», где начал выступать в молодёжном первенстве. Дебютировал за молодёжную команду 21 сентября 2013 года в матче 9-го тура против «Амкара» (0:3), выйдя на 85-й минуте. Всего за два сезона в молодёжном первенстве сыграл восемь матчей, так и не смог пробиться в основную команду.

### «Чертаново»
Летом 2014 года решил вернуться в родное «Чертаново», где начал выступать в созданной профессиональной команде. Дебютировал на профессиональном уровне 27 сентября 2014 года в матче 11-го тура первенства ПФЛ против лискинского «Локомотива» (0:0), выйдя на 76-й минуте. Первый мяч за «Чертаново» забил 4 ноября 2014 года в матче 19-го тура первенства ПФЛ против «Орла» (2:2). В дебютном сезоне 2014/15 провёл 19 матчей и забил три мяча. В сезоне 2015/16 провёл 21 матч, забил три мяча и был признан лучшим игроком «Чертаново» в сезоне.
19 августа 2016 года на правах аренды перешёл в «Зенит-2», соглашение было рассчитано до конца сезона 2016/17. Дебютировал за клуб 21 августа 2016 года в матче 9-го тура первенства ФНЛ против «Спартака-Нальчик» (0:1), выйдя на 81-й минуте вместо Алексея Гасилина. 24 сентября 2016 года провёл один матч за «Зенит» в молодёжном первенстве против «Анжи» (0:3). Всего за «Зенит-2» провёл восемь матчей, после чего 7 февраля 2017 года досрочно вернулся в «Чертаново».
В сезоне 2017/18 вместе с клубом стал победителем группы «Запад» первенства ПФЛ и вышел в ФНЛ, Зиньковский стал лучшим бомбардиром лиги с 18 забитыми мячами. Также по итогам сезона был признан лучшим игроком ПФЛ зоны «Запад» и лучшим игроком «Чертаново» в сезоне. В 22 матчах первой части сезона 2018/19 забил 11 мячей. Всего за «Чертаново» провёл 104 матча, в которых забил 37 мячей и сделал 26 результативных передач.

### «Крылья Советов»

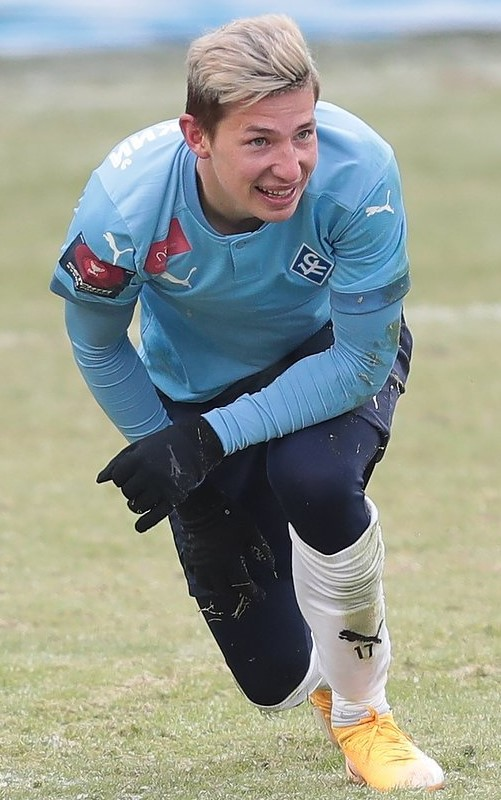
Зиньковский в составе «Крыльев Советов» в 2021 году

10 января 2019 года Зиньковский перешёл в самарские «Крылья Советов», выступающие в чемпионате России. Дебютировал за клуб 2 марта 2019 года в матче 18-го тура чемпионата России против московского «Локомотива» (2:2), выйдя на замену на 90-й минуте вместо Александра Самедова. 12 апреля 2019 года забил свой первый мяч в премьер-лиге и за «Крылья Советов» в матче 23-го тура против «Рубина» (1:0). Всего в дебютном сезоне провёл 13 матчей и забил один мяч. Также провёл два матча и забил один мяч в переходных матчах между РПЛ и ФНЛ против «Нижнего Новгорода», тем самым помог своей команде сохранить прописку в лиге.
В сезоне 2019/20 провёл 27 матчей, отдал восемь голевых передач и занял по этому показателю третье место в РПЛ, пропустив вперёд нападающего «Зенита» Артёма Дзюбу и полузащитника московского «Спартака» Зелимхана Бакаева. Но по итогам сезона «Крылья Советов» покинули лигу. 16 августа 2020 года в матче 4-го тура первенства ФНЛ против песчанокопской «Чайки» (3:0) Зиньковский оформил дубль, забив на 33-й и 56-й минутах. Всего в сезоне 2020/21 в 37 матчах ФНЛ он забил 10 мячей и отдал восемь голевых передач, стал победителем первенства ФНЛ и финалистом Кубка России. По итогам сезона был признан лучшим полузащитником первенства ФНЛ.
25 июля 2021 года в матче 1-го тура чемпионата России против «Ахмата» (1:2) установил рекорд «Крыльев Советов» по успешным обводкам за тайм, совершив девять успешных обводок из 11 попыток. 30 ноября 2021 продлил контракт с клубом на два года. В сезоне 2021/22 игра «Крыльев» была основана на быстром переходе из обороны в атаку, которые часто разгонял Зиньковский, он выполнил больше всего навесов (135) и сделал больше всех ключевых передач (52). По итогам сезона стал лучшим ассистентом чемпионата России с девятью передачами, а также признан лучшим игроком «Крыльев Советов». Всего выступал за клуб с 2019 по 2022 год, проведя во всех турнирах 117 матчей и забив 17 мячей.

### «Спартак»
23 июня 2022 года перешёл в московский «Спартак», подписав контракт до 31 мая 2027 года. Сумма трансфера составила около 3,2 миллиона евро. Дебютировал за клуб 9 июля 2022 года в матче за Суперкубок России против петербургского «Зенита» (0:4), в котором вышел на 46-й минуте вместо Михаила Игнатова. Первый матч за «Спартак» в чемпионате России провёл 16 июля 2022 года в матче 1-го тура против «Ахмата» (1:1), в котором вышел в стартовом составе. 14 августа 2022 года в матче 5-го тура чемпионата России против «Сочи» (3:0) на 71-й минуте забил свой первый мяч за московскую команду. 16 октября 2022 года забил мяч в матче 13-го тура чемпионата России против московского ЦСКА, отличившись на 53-й минуте. Мяч в ворота армейского клуба был признан лучшим голом октября по итогам голосований среди болельщиков, экспертов РПЛ и комментаторов Матч! Премьер. Всего в сезоне 2022/23 провёл за клуб 37 матчей во всех турнирах, забил три мяча и стал бронзовым призёром чемпионата России. В сезоне 2023/24 Зиньковский провёл за «Спартак» во всех турнирах 37 матчей, в которых забил четыре мяча и отдал одну голевую передачу.
18 февраля 2025 года вернулся в «Крылья Советов» на правах аренды до конца сезона 2024/25. Первый матч после возвращения провёл 1 марта 2025 года против «Краснодара» (1:1), Зиньковский вышел в стартовом составе. Всего в сезоне 2024/25 провёл за «Крылья Советов» 11 матчей и отметился одной голевой передачей. По окончании сезона вернулся в «Спартак». 7 июля 2025 года был арендован клубом «Сочи» до конца сезона 2025/26.

## Карьера в сборной

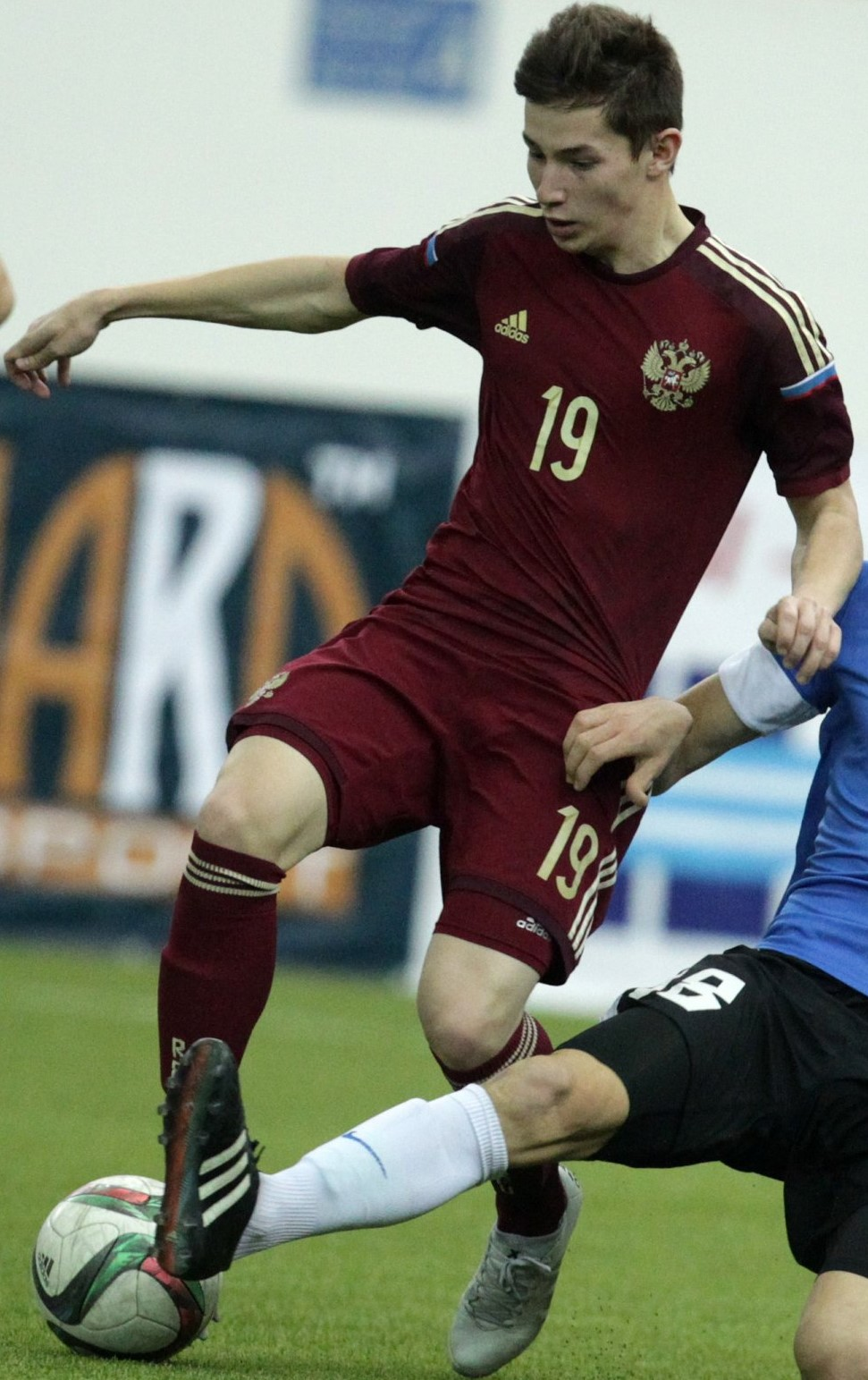
Зиньковский в составе молодёжной сборной России в 2016 году

В январе 2013 года был впервые вызван в сборную России до 17 лет под руководством Дмитрия Хомухи, за которую он провёл четыре товарищеских матча и забил один мяч. В январе 2016 года был вызван Николаем Писаревым в молодёжную сборную России, за которую провёл три матча.
20 сентября 2021 года впервые попал в расширенный список сборной России на отборочные матчи к ЧМ-2022 со сборными Словакии и Словении, но в окончательный список, опубликованный 27 сентября 2021 года, он не попал. 7 ноября 2022 года был впервые вызван в состав национальной команды. Дебютировал за сборную России 23 марта 2023 года в товарищеском матче против сборной Ирана (1:1), проведя на поле 87 минут.

## Достижения

### Командные
«Чертаново»
- Победитель первенства ПФЛ: 2017/18 (зона «Запад»)

«Крылья Советов»
- Победитель первенства ФНЛ: 2020/21
- Финалист Кубка России: 2020/21

«Спартак»
- Бронзовый призёр чемпионата России: 2022/23

### Личные
- Лучший бомбардир зоны «Запад» первенства ПФЛ: 2017/18
- Лучший игрок зоны «Запад» первенства ПФЛ: 2017/18[19]
- Лучший ассистент чемпионата России: 2021/22[29]
- Лучший игрок «Крыльев Советов»: 2021/22[30]
- Лауреат национальной премии РФС «33 лучших игрока сезона»: 2021/22 (№ 2)[50]
- Автор лучшего гола месяца в РПЛ: октябрь 2022[38]

## Статистика

### Клубная
| Выступление      | Выступление      | Выступление      | Лига | Лига | Кубки | Кубки | Прочие | Прочие | Итого | Итого |
| Клуб             | Лига             | Сезон            | Игры | Голы | Игры  | Голы  | Игры   | Голы   | Игры  | Голы  |
| ---------------- | ---------------- | ---------------- | ---- | ---- | ----- | ----- | ------ | ------ | ----- | ----- |
| Чертаново        | ПФЛ              | 2014/15          | 19   | 3    | —     | —     | —      | —      | 19    | 3     |
| Чертаново        | ПФЛ              | 2015/16          | 19   | 3    | 2     | 0     | —      | —      | 21    | 3     |
| Чертаново        | ПФЛ              | 2016/17          | 10   | 1    | 2     | 1     | —      | —      | 12    | 2     |
| Чертаново        | ПФЛ              | 2017/18          | 26   | 18   | 3     | 0     | —      | —      | 29    | 18    |
| Чертаново        | ФНЛ              | 2018/19          | 22   | 11   | 1     | 0     | —      | —      | 23    | 11    |
| Чертаново        | Итого            | Итого            | 96   | 36   | 8     | 1     | —      | —      | 104   | 37    |
| → Зенит-2        | ФНЛ              | 2016/17          | 8    | 0    | —     | —     | —      | —      | 8     | 0     |
| → Зенит-2        | Итого            | Итого            | 8    | 0    | —     | —     | —      | —      | 8     | 0     |
| Крылья Советов   | Премьер-лига     | 2018/19          | 13   | 1    | —     | —     | 2      | 1      | 15    | 2     |
| Крылья Советов   | Премьер-лига     | 2019/20          | 27   | 0    | 1     | 0     | —      | —      | 28    | 0     |
| Крылья Советов   | ФНЛ              | 2020/21          | 37   | 10   | 5     | 1     | —      | —      | 42    | 11    |
| Крылья Советов   | Премьер-лига     | 2021/22          | 30   | 4    | 2     | 0     | —      | —      | 32    | 4     |
| Крылья Советов   | Итого            | Итого            | 107  | 15   | 8     | 1     | 2      | 1      | 117   | 17    |
| Спартак (Москва) | Премьер-лига     | 2022/23          | 28   | 3    | 9     | 0     | —      | —      | 37    | 3     |
| Спартак (Москва) | Премьер-лига     | 2023/24          | 26   | 2    | 11    | 2     | —      | —      | 37    | 4     |
| Спартак (Москва) | Премьер-лига     | 2024/25          | 7    | 0    | 6     | 0     | —      | —      | 13    | 0     |
| Спартак (Москва) | Итого            | Итого            | 61   | 5    | 26    | 2     | —      | —      | 87    | 7     |
| → Крылья Советов | Премьер-лига     | 2024/25          | 11   | 0    | —     | —     | —      | —      | 11    | 0     |
| → Крылья Советов | Итого            | Итого            | 11   | 0    | —     | —     | —      | —      | 11    | 0     |
| → Сочи           | Премьер-лига     | 2025/26          | 0    | 0    | 0     | 0     | —      | —      | 0     | 0     |
| → Сочи           | Итого            | Итого            | 0    | 0    | 0     | 0     | —      | —      | 0     | 0     |
| Всего за карьеру | Всего за карьеру | Всего за карьеру | 283  | 56   | 42    | 4     | 2      | 1      | 327   | 61    |

1. ↑  Переходные матчи РПЛ—ФНЛ

### Сборная
| Матчи и голы Антона Зиньковского за сборную России | Матчи и голы Антона Зиньковского за сборную России | Матчи и голы Антона Зиньковского за сборную России | Матчи и голы Антона Зиньковского за сборную России | Матчи и голы Антона Зиньковского за сборную России | Матчи и голы Антона Зиньковского за сборную России | Матчи и голы Антона Зиньковского за сборную России |
| -------------------------------------------------- | -------------------------------------------------- | -------------------------------------------------- | -------------------------------------------------- | -------------------------------------------------- | -------------------------------------------------- | -------------------------------------------------- |
| №                                                  | Дата                                               | Оппонент                                           | Счёт                                               | Голы                                               | Соревнование                                       |                                                    |
| 1                                                  | 23 марта 2023                                      | Иран                                               | 1:1                                                | —                                                  | Товарищеский матч                                  |                                                    |
| 2                                                  | 26 марта 2023                                      | Ирак                                               | 2:0                                                | —                                                  | Товарищеский матч                                  |                                                    |
| н/о                                                | 12 сентября 2023                                   | Катар                                              | 1:1                                                | —                                                  | Товарищеский матч                                  |                                                    |
| 3                                                  | 21 марта 2024                                      | Сербия                                             | 4:0                                                | —                                                  | Товарищеский матч                                  |                                                    |

Итого: 3 матча; 2 победы, 1 ничья, 0 поражений.